# Dirce Heiderscheidt
Dirce Heiderscheidt (Ituporanga, 6 de setembro de 1957) é uma política brasileira, filiada ao Partido do Movimento Democrático Brasileiro (PMDB). Descendente de luxemburgueses, foi eleita deputada em 2014 e assumiu o posto em 2015.

## Carreira
Foi deputada à Assembleia Legislativa de Santa Catarina na 17ª legislatura (2011 — 2015). Nas eleições de 2014, em 5 de outubro, foi reeleita deputada estadual para a 18ª legislatura (2015 — 2019). Nas eleições de outubro de 2018, não conseguiu se reeleger para mais um mandato, ficando na 1º Suplência do seu partido, MDB.